# Mellerup (Randers Kommune)
 For alternative betydninger, se Mellerup. (Se også artikler, som begynder med Mellerup)
Mellerup er en lille by i Østjylland med 506 indbyggere  (2024). Mellerup er beliggende ved Randers Fjord 12 kilometer nordøst for Randers og seks kilometer øst for Harridslev. Byen ligger i Randers Kommune, Region Midtjylland og hører under Mellerup Sogn.
Umiddelbart øst for Mellerup driver Randers Fjords Færgefart færgeruten Mellerup-Voer over Randers Fjord til færgelejet vest for Voer. Mellerup Fri- og Efterskole er placeret på en bakketop i udkanten af byen.
Jakob Knudsen blev i 1890 valgmenighedspræst i Mellerup efter han havde været lærer ved Askov Højskole. I løbet af tre dag i december skrev han Tunge, mørke natteskyer og Se, nu stiger solen af havets skød.